# Melomys arcium
Melomys arcium  (Thomas, 1913) è un roditore della famiglia dei Muridi endemico dell'isola di Rossel, Nuova Guinea sud-orientale.

## Descrizione

### Dimensioni
Roditore di piccole dimensioni, con la lunghezza della testa e del corpo di 138 mm, la lunghezza della coda di 127 mm, la lunghezza del piede di 28 mm e la lunghezza delle orecchie di 18 mm.

### Aspetto
Le parti superiori sono brune opache, mentre le parti ventrali sono bianco-giallastre opache. La coda è più corta della testa e del corpo, è uniformemente scura ed è ricoperta da 12-13 anelli di scaglie per centimetro, corredata ciascuna da 3 peli.

## Biologia

### Comportamento
È una specie arboricola.

## Distribuzione e habitat
Questa specie è endemica dell'isola Rossel, al largo della costa sud-orientale della Nuova Guinea.
Vive tra 50 e 700 metri di altitudine.

## Conservazione
La IUCN Red List, considerata la mancanza di informazioni recenti sullo stato della popolazione, i requisiti ecologici e le eventuali minacce, classifica M.arcium come specie con dati insufficienti (DD).